# Ballo al castello
Ballo al castello è un film del 1939 diretto da Max Neufeld - nei titoli accreditato con il nome italianizzato di Massimiliano.

## Trama
Una giovane danzatrice principiante, ritenuta per un equivoco l'amante del Principe della Casa Reale, viene nominata prima ballerina dal direttore del teatro, che crede così di ingraziarsi l'erede al trono. La ballerina è invece fidanzata di un tenente e questi, credendo di essere stato tradito, la abbandona.
Lei decide allora di fargli un dispetto fingendosi davvero l'amante del principe; intanto riesce a farsi strada come ballerina, grazie al solo suo talento. L'equivoco viene chiarito e la scaltra ballerina riuscirà a risolvere la diatriba e a tornare insieme al suo tenente.

## La critica
In Bianco e nero del 1º ottobre 1939 "Ballo al castello è un luogo comune dal principio alla fine, con tutta l'eleganza e lo sfarzo che in questi casi si finge di aver derivati da Lubitsch. Ma si prende di Lubitsch soltanto la cornice più esteriore, che solo lui sa manovrare in quel modo. Un film insomma generico e abbozzato, dove le trovate non vanno oltre a un ben congegnato equivoco pochadistico. Non un solo slancio, un solo punto esclamativo. Si arriva alla fine al suono di un valzeretto senza ritmo di violini flebili. Dispiace poi di vedere un'attrice dotata come Alida Valli, naufragare così tristemente".